# Herman Brockmann
Hermanus Gerardus (Herman) Brockmann (Amsterdam, 14 juni 1871 – Den Haag, 18 januari 1936) was een Nederlands roeier, actief als stuurman. Hij nam eenmaal deel aan de Olympische Spelen en won hierbij drie medailles.

## Loopbaan
Brockmann, die lid was van ASR Nereus, nam in 1900 deel aan de Olympische Spelen van Parijs. Hij kwam als stuurman uit op drie roeionderdelen, te weten: twee met stuurman, vier met stuurman en de acht met stuurman. 
In de twee met stuurman was hij de stuurman van François Brandt en Roelof Klein. Deze equipe won de gouden medaille, maar in de finale was Brockmann wegens overgewicht vervangen door een onbekende Franse jongen van tien. Hierdoor werd de prestatie niet aan Nederland toegeschreven maar onder de gemengde teams geplaatst. Omdat Brockmann wel in de halve finale deelnam, wordt hij door het IOC wel als goudenmedaillewinnaar gezien. 
De vier met stuurman was een controversiële wedstrijd, waarbij het Nederlandse team op een tweede plaats eindigde in een tijd van 7 minuten en 3 seconden. Tegen de reglementen in wilde de Franse jury namelijk twee niet geplaatste Franse boten alsnog laten meevaren in de finale. Uit protest deden de Duitse, Belgische en Nederlandse boten niet meer mee. Onder druk gezet door internationale leden besloot de Franse jury een tweede finale te houden.
De acht met stuurman won een bronzen medaille in Parijs. In de eerste serie won het Nederlandse team op overtuigende wijze de wedstrijd en plaatste zich hiermee voor de finale. In de finale eindigde ze op een derde plaats met een tijd van 6 minuten en 23 seconden. Trainer/coach Dr. Meurer was echter van mening dat dit kwam vanwege de te zware stuurman (60 kg) van de Nederlandse boot.
Brockmann is begraven op Begraafplaats Oud Eik en Duinen in Den Haag.

## Palmares

### roeien (twee met stuurman)
- 1900:  OS - geen deelname finale (halve finale OS - 6.56,0)

### roeien (vier met stuurman)
- 1900:  OS - 6.03,0

### roeien (acht met stuurman)
- 1900:  OS - 6.23,0

François Brandt · 
Roelof Klein · 
Herman Brockmann (stuurman)
Coenraad Hiebendaal · 
Geert Lotsij · 
Paul Lotsij · 
Johannes Terwogt · 
Herman Brockmann (stuurman)
François Brandt · 
Johannes van Dijk · 
Roelof Klein · 
Ruurd Leegstra · 
Walter Meijer Timmerman Thijssen · 
Walter Middelberg · 
Hendrik Offerhaus · 
Henricus Tromp · 
Herman Brockmann (stuurman)